# Helmut Bachmann (Maler)
Helmut Bachmann-Diener (* 7. Oktober 1939 in Dresden; † 2015) war ein deutsch-schweizerischer Maler.

## Leben und Werk
Helmut Bachmann wuchs neben vier Brüdern auf. Als Kind erlebte er die Bombardierungen durch die Alliierten. Nach Beendigung des Zweiten Weltkriegs flüchtete seine Familie mit Hilfe von Schleppern aus der sowjetischen Besatzungszone nach Hagen/Westfalen. Er begann eine kaufmännische Lehre, riss jedoch mit 17 Jahren von zu Hause aus und fand in Rotterdam Aufnahme in einen deutschen Zirkus. Später arbeitete er als Requisiteur und Chauffeur in der Deutschlandhalle in Berlin. Danach lebte er in Köln und arbeitete als Vertreter für Lexika und als Taxifahrer. Hier traf er auf Fredy Knie, dem er schon in Berlin begegnet war und dem er nun in die Schweiz folgte. Fortan arbeitete er als Chauffeur beim Circus Knie. 1971 heiratete er die Ostschweizerin Charlotte Diener. Sie hatten drei Töchter. Die Familie lebte viele Jahre in Fehraltorf. Die letzten Jahre seines Lebens verbrachte Bachmann in einem Pflegeheim.
Nach einer langen schweren Krankheit begann Bachmann zu malen. Seine Bilder handeln von seinen früheren Reisen und von seiner Arbeit im Zirkus; sie lassen sich, wie diejenigen seiner Frau, der naiven Malerei, aber auch der Art brut zuordnen. Drei Werke von ihm aus der 2014 erworbenen Sammlung von Mina und Josef John befinden sich im Museum im Lagerhaus in St. Gallen.

## Ausstellungen
- 2009: Halterhaus, Fehraltorf
- 2015/2016: Helmut – Madeleine – Otto, Kunsthäuschen Herrliberg (Gruppenausstellung)
- 2017: Flegeljahre, Kunsthäuschen Herrliberg (Gruppenausstellung)
- 2018: Die Frage aller Fragen ist: Freundschaft oder Geschäft, Kunsthäuschen Herrliberg (Gruppenausstellung)